# Maceração (vinho)

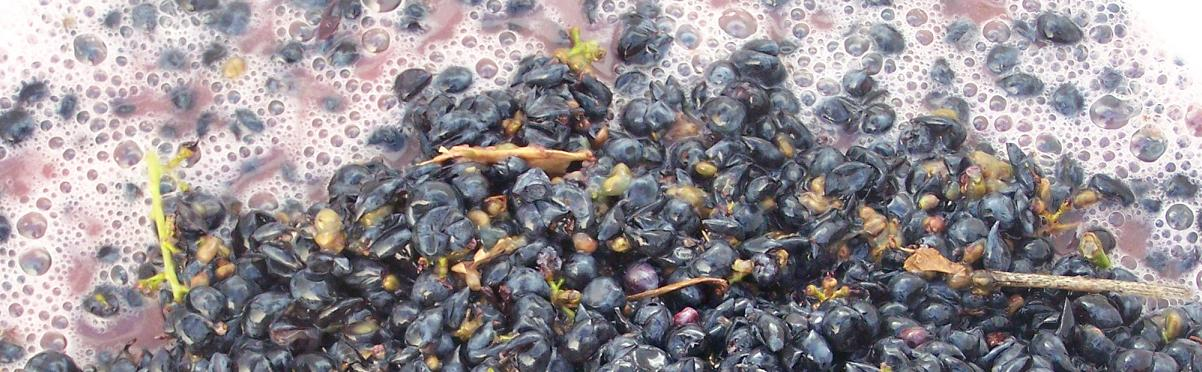
Os mostos de Cabernet Sauvignon interagem com as cascas durante a fermentação para adicionar cor, taninos e sabor ao vinho.

A maceração é o processo de vinificação em que os materiais fenólicos da uva - taninos, agentes corantes (antocianinas) e compostos de sabor - são lixiviados das cascas, sementes e caules da uva para o mosto. Macerar é amolecer por imersão, e a maceração é o processo pelo qual o vinho tinto recebe sua cor vermelha, já que o suco de uva cru (com exceção das uvas tintoreiras uo teinturieres) é de cor cinza-claro. Na produção de vinhos brancos, a maceração é evitada ou permitida apenas de forma muito limitada, com uma pequena quantidade de contato da casca com o suco antes da prensagem. Isso é mais comum na produção de variedades com menos sabor natural e estrutura corporal, como Sauvignon blanc e Sémillon. Para o rosé, as uvas de vinho tinto podem ter alguma maceração entre as cascas e o mosto, mas não na extensão da produção de vinho tinto.

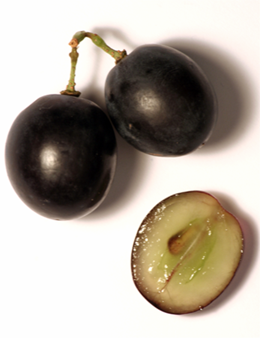
A maioria das uvas para vinho tinto tem sua cor concentrada na casca, enquanto o suco tem uma cor muito mais clara. A duração do contato entre as cascas de uva esmagadas e o suco afeta a cor final e o perfil de sabor.

Embora a maceração seja uma técnica normalmente associada ao vinho, ela é usada com outras bebidas, como Lambic, piołunówka, Campari e creme de cassis, e também é usada para macerar aguardente sem sabor com ervas para fazer álcool à base de ervas, como o absinto.

## Processo
O processo de maceração começa, de forma geral, assim que as cascas das uvas são rompidas e expostas a algum grau de calor. A temperatura é a força orientadora, sendo que temperaturas mais altas estimulam mais quebra e extração de fenóis das cascas e de outros materiais da uva. A maceração continua durante o período de fermentação e pode durar muito além do ponto em que as leveduras converteram todos os açúcares em álcool. O processo em si é lento, pois compostos como as antocianinas precisam atravessar a membrana celular das cascas para entrar em contato com o vinho. Durante a fermentação, as temperaturas mais altas e os níveis mais elevados de álcool podem estimular esse processo, com o álcool atuando como solvente para ajudar na decomposição dos compostos orgânicos dos materiais da uva. Esse processo parece se tornar mais lento quando o vinho atinge um nível de álcool de 10%.

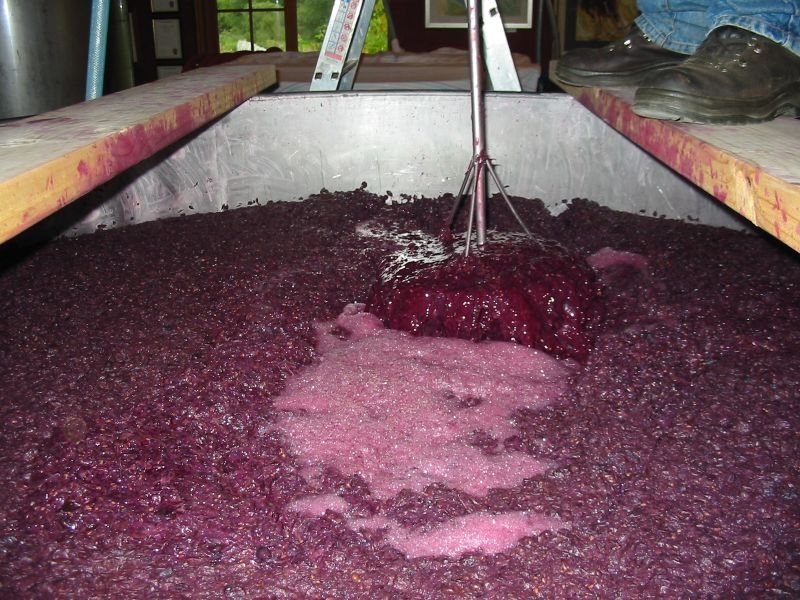
A camada de cima com cascas de uva sendo empurrada para maximizar a maceração.

Durante todo o processo de fermentação, o dióxido de carbono é liberado como um subproduto da conversão do açúcar em álcool. O dióxido de carbono escapa do mosto subindo para o topo da mistura, empurrando as cascas de uva e outros materiais para o topo também. Isso forma uma camada que fica visível na parte superior do recipiente de fermentação. Nesse ponto, uma quantidade muito limitada do mosto entra em contato com as cascas, e os vinicultores tentam corrigir isso empurrando a tampa para baixo com equipamentos, com o método tradicional de pisar com os pés ou bombeando o vinho por baixo e por cima da tampa. Esse processo é feito com frequência durante todo o processo de fermentação, dependendo da extensão da maceração desejada pelo vinicultor. Um método eficiente e moderno de maceração é o "processo de pneumatagem", no qual o ar ou gás comprimido é injetado sequencialmente no suco. As bolhas criadas durante o processo de pneumatagem usam a gravidade e o peso do suco para fazer circular o suco do vinho com a tampa das cascas e dos sólidos da uva, permitindo maior extração de aroma, agentes corantes e taninos para se difundir no suco do vinho ("mosto").

## Benefícios

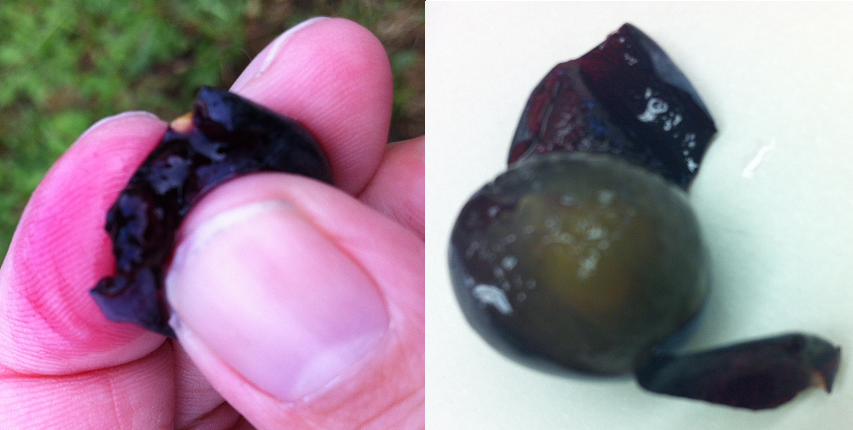
Um exemplo da diferença entre uma uva teinturier de polpa vermelha (Agria à esquerda) e uma variedade de uva para vinho tinto com a casca removida para mostrar que sua polpa e suco são naturalmente brancos (Grenache à direita). A grande maioria das uvas para vinho tinto é como a Grenache à direita, com a cor vermelha do vinho proveniente do contato com a casca durante a vinificação.

Dependendo da variedade de uva, o processo de maceração pode ajudar a realçar muitos sabores no vinho que, de outra forma, não estariam presentes. Ele pode melhorar o corpo e a sensação na boca de muitos vinhos, além de fortalecer a cor. A maior extração pode aumentar a complexidade e a expectativa de vida do vinho, desenvolvendo taninos mais complexos que amolecerão com o passar do tempo. Com esses benefícios, há o risco de desenvolver várias falhas no vinho, como o desenvolvimento de acidez acética (ou "volátil"). O excesso de extração também pode aumentar a aspereza de alguns taninos a ponto de o vinho não ser muito acessível para a maioria dos bebedores de vinho.

## Outros processos
Um método clássico de maceração é a pisa da uva ou pigéage, em que as uvas são esmagadas em cubas por trabalhadores descalços.
O processo de maceração a frio ou embebição a frio é aquele em que as temperaturas do mosto em fermentação são mantidas baixas para estimular a extração pela água e pelo dióxido de enxofre adicionado, em vez de depender principalmente do calor e do álcool para agir como solvente. Essa técnica foi popular na produção de vinhos da Borgonha nas décadas de 1970 e 1980, mas ainda há algum debate entre os enólogos sobre os benefícios gerais e a qualidade resultante do vinho.
A maceração carbônica é a fermentação de cachos inteiros de uvas intactas em uma atmosfera saturada de dióxido de carbono, o que impede a fermentação tradicional por leveduras. É um processo diferente do que é comumente chamado de "maceração" na produção de vinho.